# 새뮤얼 베이커
새뮤얼 화이트 베이커 경(Samuel White Baker, 1821년 6월 8일 – 1893년 12월 30일)는 잉글랜드의 탐험가, 장교, 자연주의자, 사냥꾼, 공학자, 작가이자 노예제 폐지론자였다. 그는 또한 오스만 제국과 이집트에서 파샤와 소장 직함을 가졌다. 그는 1869년 4월부터 1873년 8월까지 적도 나일강 유역 (오늘날의 남수단과 우간다 북부)의 총독을 지냈으며, 이곳을 에콰토리아 지방으로 설립했다.
그는 앨버트호를 방문한 최초의 유럽인으로, 나일강과 중앙아프리카 내륙의 탐험가로, 그리고 아시아, 아프리카, 유럽, 북아메리카에서의 사냥꾼으로서의 업적으로 가장 기억된다. 베이커는 상당수의 책과 출판된 논문을 썼다. 그는 에드워드 7세의 친구였으며, 에드워드 7세는 웨일스 공 시절에 알렉산드라 왕비와 함께 이집트에서 베이커를 방문했다. 다른 우정 관계로는 탐험가 헨리 모턴 스탠리, 로데릭 머치슨, 존 해닝 스피크, 제임스 어거스터스 그랜트가 있었고, 이집트의 통치자인 이스마일 파샤, 소장 찰스 조지 고든, 둘립 싱 마하라자도 그의 친구였다.

## 가족과 초기 생애
새뮤얼 화이트 베이커는 1821년 6월 8일 런던에서 부유한 상인 가문의 자손으로 태어났다. 그의 아버지 새뮤얼 베이커 시니어는 서인도 제도에 상업적 관계를 맺고 우스터셔주 손그로브 출신의 설탕 상인, 은행가이자 선주였다. 그의 동생 콜. 발렌타인 베이커, "베이커 파샤"로 알려진 그는 처음에는 아프리카 케이프 식민지, 크림 전쟁, 실론, 발칸반도의 영국 영웅이었으나, 나중에 시민 스캔들로 불명예를 안았다. 발렌타인은 오스만 제국에서, 특히 러시아-튀르크 전쟁의 캅카스와 이집트의 수단 전쟁에서 명성을 얻는 데 성공했다. 새뮤얼의 다른 형제자매는 제임스, 존, 메리 "민" (후에 코스턴), 엘렌 (후에 홉킨슨), 애나 엘리자 베이커 (후에 본)였다.
베이커는 서식스주 로팅딘의 사립 학교에서 교육을 받았고, 그 다음 글로스터 킹스 스쿨 (1833년–1835년)에서, 그 다음 토트넘에서 사립으로 (1838년–1840년) 교육을 받은 후 1841년 독일 프랑크푸르트에서 학업을 마쳤다. 그는 MA를 공부하고 토목 기사로 졸업했다. 루마니아 콘스탄차에서 왕실 관리자로 임명되었을 때, 그는 다뉴브강에서 흑해까지 도브루자 지역을 가로지르는 철도, 다리 및 기타 구조물을 설계하고 계획했다.
1843년 8월 3일, 그는 글로스터셔주 메이저모어의 세인트 자일스 교구 목사 찰스 허버트 마틴의 딸 헨리에타 앤 비드굿 마틴과 첫 번째 결혼을 했다. 그들은 함께 일곱 자녀를 두었다: 아그네스, 찰스 마틴, 콘스턴스, 에디트, 에텔, 제인 & 존 린제이 슬론.
그의 형제 존 갈란드 베이커는 헨리에타의 여동생 엘리자 헤베르덴 마틴과 결혼했고, 이중 결혼식 후 네 사람은 가족의 농장을 감독하기 위해 모리셔스로 이사했다. 그곳에서 2년을 보낸 후 여행에 대한 갈망으로 1846년 실론으로 향했고, 그 다음 해에 그는 산악 건강 휴양지인 누와라엘리야에 농업 정착지를 세웠다.
그의 가족의 도움으로 그는 잉글랜드에서 이민자들을 데려왔고, 엄선된 소 품종들과 함께 가져왔으며, 곧 새로운 정착지는 성공을 거두었다. 실론에 거주하는 동안 그는 『실론의 소총과 사냥개』 (1853년)를 쓰고 출판했으며, 2년 후 『실론에서의 8년간의 방랑』 (1855년)을 출판했다. 이 책들은 실론 (스리랑카)에서의 야생 동물 사냥을 보여준다. 결혼 12년 후, 그의 아내 헨리에타는 1855년 장티푸스로 사망하여, 새뮤얼은 34세의 나이에 홀아비가 되었다. 그의 두 아들과 딸 한 명 (제인)도 어려서 사망했다. 베이커는 네 명의 살아남은 딸을 미혼 여동생 메리 "민"의 보살핌에 맡겼다.
1856년 콘스탄티노플과 크림반도로 여행한 후, 그는 루마니아 콘스탄차로 가서 다뉴브강과 흑해를 연결하는 도브루자를 가로지르는 철도와 다리 건설의 왕실 관리자로 일했다. 그 프로젝트가 완료된 후 그는 몇 달 동안 동남부 유럽과 소아시아를 여행했다.

## 플로렌스 베이커와 동유럽 여행

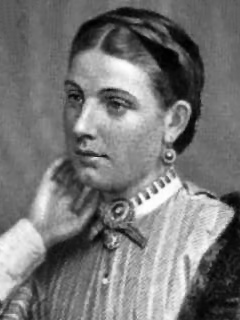
레이디 플로렌스 베이커 (1841년–1916년).

베이커가 스코틀랜드의 아솔 공작의 사냥 영지를 방문하는 동안, 그는 둘립 싱 마하라자와 친분을 맺었고, 1858년–1859년 두 사람은 프랑크푸르트, 베를린, 빈, 부다페스트를 거쳐 중앙 유럽과 발칸반도에서 광범위한 사냥 여행을 함께 했다. 여행의 마지막 부분에서 베이커와 마하라자는 부다페스트에서 나무 배를 빌렸는데, 이 배는 결국 얼어붙은 다뉴브강에 버려졌다. 두 사람은 계속해서 비딘으로 갔고, 그곳에서 마하라자를 즐겁게 하기 위해 베이커는 비딘 노예 시장으로 갔다. 그곳에서 베이커는 비딘의 오스만 파샤에게 팔릴 예정인 백인 노예 소녀와 사랑에 빠졌다. 그는 파샤에게 가격 경쟁에서 졌지만, 소녀의 수행원들에게 뇌물을 주었고 그들은 함께 마차를 타고 도망쳤으며, 결국 그녀는 그의 연인이자 아내가 되어 그가 여행하는 곳마다 그를 동반했다. 그들은 결혼한 것으로 알려져 있으며, 아마도 부쿠레슈티에서 두브루슈카로 가기 전에 결혼했을 것이다. 그러나 Sir 새뮤얼은 잉글랜드로 돌아오면 또 다른 결혼식을 올릴 것이라고 분명히 약속했으며, 1865년에 가족 결혼식을 올렸다.
그녀는 공식적으로 1841년 8월 6일 (그러나 아마 1845년일 가능성이 높음) 오스트리아-헝가리 나기엔예드 (오늘날 루마니아 아이우드)에서 태어났으며, 플로렌츠 바르바라 마리아라는 이름을 받았다. 그녀는 간호사가 불가리아 비딘의 난민 캠프로 그녀를 도와주었다고 말했다. 아마도 그곳에서 그녀는 핀니안 (또는 핀닌)이라는 이름의 아르메니아 가족에게 입양되었을 것이다. 그녀의 간호사는 결혼하여 그녀를 떠났는데, 아마도 첫 1857년 사면 중에 그랬을 것이다. 나중에 그녀는 납치되어 아르메니아 노예 상인에게 팔렸고, 그는 그녀를 하렘에 팔기 위해 단장했다.
베이커와 소녀는 부쿠레슈티로 도주하여 루마니아에 머물렀고, 베이커는 그곳의 영국 영사직에 지원했지만 거절당했다. 콘스탄차에서 그는 다뉴브강과 흑해를 연결하는 도브루자를 가로지르는 철도와 다리 건설의 왕실 관리자로 일했다. 그것이 완성된 후 그는 몇 달 동안 동남부 유럽과 소아시아를 여행했다. 새로운 영사는 베이커의 동반자에게 플로렌스 바르바라 마리아 핀니안이라는 이름으로 영국 여권을 발급했다. 비록 그녀는 출생으로도 결혼으로도 영국인이 아니었지만 말이다. 그녀는 베이커에게 "플루이"라고 다정하게 불렸고, 나중에 현재 우간다 북부에서 루오어를 사용하는 아콜리족 원주민들에게 그녀의 긴 금발 머리 때문에 아니야드웨 또는 달의 딸이라는 별명을 얻었다.
플로렌스는 집에 머물기를 거부하고 남편을 따라 여행했다. 그녀는 영어, 튀르크어, 아랍어를 구사했고 낙타, 노새, 말을 탔으며 야생에서는 권총을 휴대했다. Sir 새뮤얼과 레이디 베이커는 빅토리아 사회 대부분을 사로잡을 만큼 매력적이었지만, 빅토리아 여왕은 베이커가 "결혼 전에 아내와 친밀했다"고 믿었기 때문에 플로렌스를 궁중에 받아들이기를 거부했다. 실제로 그랬다. 그의 형제 발렌타인 베이커가 기차에서 여성을 부도덕하게 폭행한 법정 사건 또한 베이커가 빅토리아 시대 기득권층으로부터 더 넓은 인정을 받을 기회를 해쳤다.
1869년, 이스마일 파샤의 요청으로 베이커는 나일강 적도 지역으로 군사 원정을 이끌었고, 그곳에서 노예 무역을 억압하고 상업과 문명으로 가는 길을 여는 것을 목표로 했다. 1700명의 이집트 군대—그들 중 상당수는 전과자—를 이끌고 카이로를 출발하기 전에, 그는 오스만 제국군에서 파샤와 소장 계급을 부여받았다. 레이디 베이커는 이전처럼 그를 동반했다. 헤디브는 그를 새로운 에콰토리아 지방의 총독으로 4년 동안 연봉 10,000파운드를 받도록 임명했다. 그리고 그 시간이 만료되자 베이커는 카이로로 돌아왔고, 그의 임무는 새로운 총독인 대령 찰스 조지 고든에게 인계되었다.
그는 수드의 강 막힘, 노예 무역에 관련된 관리들의 적대감, 원주민들의 무력 저항 등 수많은 어려움을 겪어야 했지만, 새로운 영토에 다른 사람들이 행정을 구축할 수 있는 기반을 마련하는 데 성공했다.

## 말년
그는 중앙아프리카 원정기를 『이스마일리아』 (1874년)라는 제목으로 출판했다. 『1879년의 키프로스』는 그 섬을 방문한 결과물이었다. 그는 이집트에서 여러 겨울을 보냈고, 로키산맥과 일본에서 대형 사냥감을 찾아 인도에서 여행했으며, 1890년에는 『야생 동물과 그들의 방식』을 출판했다.
그는 이집트 문제에 대한 모든 의견의 사람들과 서신을 주고받았고, 영국 제국이 수단을 포기하는 것에 강력히 반대했으며, 이후 수단 재정복을 촉구했다. 그 외에도 해양 방어 및 전략 문제는 말년에 그를 가장 많이 매료시켰다.
1874년 11월, 그는 잉글랜드 데번주 뉴턴 애벗의 샌드포드 오레이 영지를 매입했고, 그곳에서 1893년 12월 30일 심장마비로 72세의 나이로 사망했다. 그는 화장되었고 그의 유해는 우스터셔주 그림리 (우스터셔주)의 그림리 세인트 바르톨로뮤 교회 묘지에 있는 베이커 가족 납골당에 안치되었다.

## 사냥 권위자

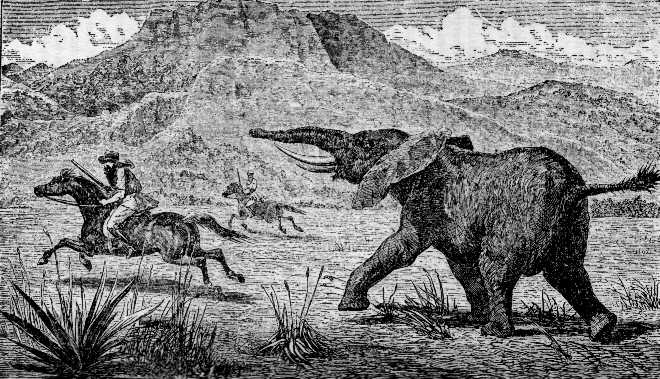
탐험가이자 사냥꾼 새뮤얼 베이커가 코끼리에게 쫓기는 모습.

베이커는 저명한 빅토리아 시대의 니므롯으로 살았으며, 그의 작품과 행동을 통해 현대 사냥 역사에 이정표를 세웠다. 그는 자신의 영국 혈통을 자랑스럽게 여겼고, 자국의 미덕을 옹호했으며, 파티코 요새의 북우간다에서 노예제에 맞서 싸웠다. 

사냥 복장을 한 Sir 새뮤얼 베이커, 코뿔소와 버팔로의 트로피와 함께.

뛰어난 사냥꾼이었던 그는 아마도 스코틀랜드 하이랜드에서 사냥을 시작했을 것이다. 그의 기술은 유명했으며, 그는 한때 스코틀랜드에서 친구들에게 개와 함께 나이프만으로 수사슴을 성공적으로 사냥할 수 있는 방법을 시연했으며, 실론의 정글에서 큰 멧돼지들에게도 같은 방법으로 사냥했다. 그는 유럽, 아시아, 아프리카, 북아메리카에서 말년까지 꾸준히 사냥했다.
베이커는 실론에서 아시아코끼리와 삼바사슴을 쫓으며 그의 기술을 연마했다. 그곳은 롤랜드 워드의 기록에 따르면 세계에서 가장 큰 멧돼지 트로피 중 일부를 그에게 안겨준 곳이다. 그는 1860년 소아시아에서 스포츠를 위해 여행했고, 1869년 스코틀랜드에서 말사슴을, 1881년 로키산맥에서 와피티사슴, 그리즐리, 버팔로를 사냥했다. 1886년 그는 프랑스 알프스에서 불곰을 찾았고, 1885년과 1887년–1889년에는 인도에서 여러 차례 호랑이와 인도영양을 쫓았다.
그의 가장 기억에 남는 수렵 관련 업적은 아프리카와 실론에서의 에피소드였으며, 그는 1887년 말년에 다시 돌아왔다. 그는 또한 스포츠를 위해 곰 사냥을 위해 트란실바니아를, 멧돼지를 위해 세르비아를, 사슴을 위해 헝가리를, 1879년 키프로스를, 중국과 일본을 방문했다.
베이커는 사냥용 총기 및 탄도학에 대한 풍부한 연구를 남겼으며, 세계에서 유일하게 투 보어 소총—세계에서 가장 큰 총구경—을 사용한 몇 안 되는 사냥꾼 중 한 명으로 기록되었다. 그는 동물 세계에 대한 자신의 관찰을 매우 자세하게 기술했으며, 그의 책 『야생 동물과 그들의 방식』 (1890년)이 이 분야에서 가장 높은 평가를 받는다.
1863년, 독일의 동물학자 테오도어 폰 호이글린은 그를 기리기 위해 론영양의 아종인 Hippotragus e. bakeri 또는 베이커 영양이라는 이름을 붙였다. 스리랑카에서는 베이커 폭포가 그의 이름을 따서 명명되었고, 1906년 아브루치 공작 루이지 아메데오는 우간다 루웬조리산에 있는 베이커산을 그를 기리기 위해 명명했다.
.

## 저서 목록
Sir 새뮤얼 화이트 베이커의 저서 전체
- 『실론의 소총과 사냥개』 (1853년)
- 『실론에서의 8년간의 방랑』 (1855년)
- 『나일강의 거대한 분지 앨버트 나이안자; 그리고 나일강 원천 탐험』 (1866년)
- 『아비시니아의 나일강 지류; 그리고 함란 아랍족의 검』 (1867년)
- 『바다에 버려진 아이 또는 네드 그레이의 모험, 소년을 위한 책』 (1869년)
- 『이스마일리아 – 이집트의 헤디브 이스마일이 조직한 노예 무역 억압을 위한 중앙아프리카 원정기』 (1874년)
- 『1879년의 키프로스』 (1879년)
- 『아프리카의 심장부에서』 (1886년)
- 『야생 동물과 그들의 방식, 유럽, 아시아, 아프리카, 아메리카의 회고록』 (1890년)
- 『나의 손자들을 위한 진실된 이야기』 (1891년)

Sir 새뮤얼 화이트 베이커에 관한 책
- Murray, T. Douglas; White, Arthur S. (1895). 《Sir Samuel White Baker: A Memoir》. London: MacMillan & Co.
- Middleton, Dorothy (1949). 《Baker Of The Nile》. London: Falcon Press.
- Shipman, Pat (2004). 《To The Heart Of The Nile: Lady Florence Baker and the Exploration of Central Africa》. New York: Harper Collins.
- Brander, Michael (1982). 《The Perfect Victorian Hero. The Life And Times Of Sir Samuel White Baker》. London and Edinburgh: Mainstream Pub. Co.
- Thormanby, T. R. (2007). 《Four Fathers of Big Game Hunting – Biographical Sketches Of The Sporting Lives Of William Cotton Oswell, Henry Astbury Leveson, Samuel White Baker & Roualeyn George Gordon Cumming》. Read Country Book.
- Charton, Edouard (1867). 《Le tour du monde – nouveau journal des voyages – livraison n°366,367 et 368 – Voyage à l'Albert N'Yanza ou lac Albert (le louta n'zigé du capitaine Speke) Sir Samuel White Baker (1861–1864)》. Paris: Hachette.
- Shipman, Pat (2004). 《The Stolen Woman"- Florence Baker's extraordinary life etc.》. Bantam Press. 428쪽. (NB.This may be the British edition of "To The Heart of the Nile"(see above), published the same year.
- Alpsten, E. (2008). 《Die Quellen der Sehnsucht》.

Sir 새뮤얼 화이트 베이커에 관한 논문
- Wisnicki, Adrian (2010). 《Rewriting Agency: Baker, Bunyoro-Kitara, and the Egyptian Slave Trade》. 《Studies in Travel Writing》 14. 1–27쪽. doi:10.1080/13645140903464970. S2CID 154571251.

## 같이 보기
- 유명한 사냥꾼 목록